# JRTラジオ夕刊
JRTラジオ夕刊（ジェイアールティー・ラジオゆうかん）は、四国放送で放送されている夕方の徳島県内ローカルニュース番組である。

## 放送時間
- 月曜・火曜　18時-18時30分
- 水曜～金曜　18時-18時15分（ナイターオフ期は18時30分まで）
- 土曜　17時50分-18時
  - なお日曜日は放送はないが、17時45分-18時に「徳島新聞ニュースと天気予報」を送る。

## 概要
- キャスターは四国放送アナウンサーが日替わりで担当。
- 番組は県内のローカルニュース（徳島新聞ニュース）、天気予報、交通情報、全国ニュース（NNN協力）、小松島競輪場・鳴門競艇場のレースの結果などを伝えている。